# Atebubu-Amantin

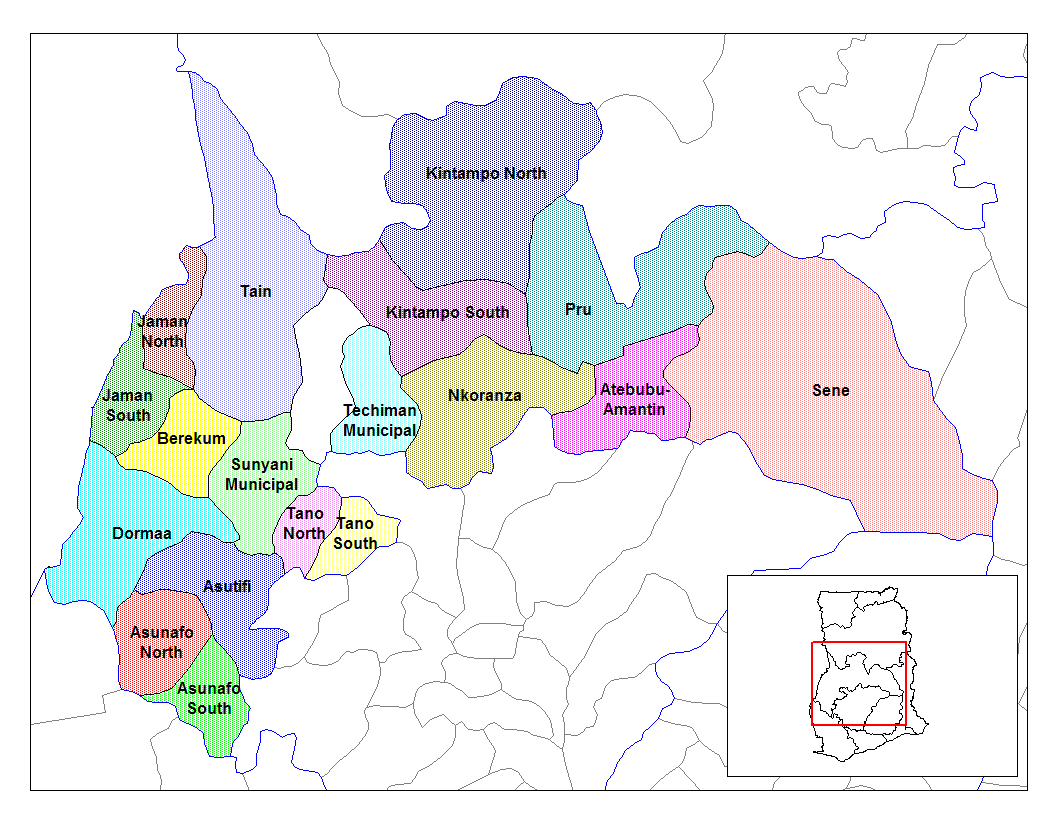
Mapa da região Brong-Ahafo; Atebubu-Amantin encontra-se no leste, de cor rosa

Atebubu-Amantin é um distrito da região Brong-Ahafo, no Gana.